# Monza và Brianza (tỉnh)
Tỉnh Monza and Brianza (trong tiếng tây Lombard: "Pruincia de Munscia e Briansa") là một tỉnh ở Lombardia, Ý. Tỉnh này được chính thức thành lập (từ một phần của tỉnh Milano) vào ngày 12 tháng 5 năm 2004, nhưng phải đến năm 2009 mới có hiệu lực. Tỉnh có diện tích 405,49 km² và dân số (điều tra dân số năm 2011) là 850.321 người.
Tỉnh lỵ và thành phố quan trọng nhất là Monza (dân số năm 2001 là 120.204). Các trung tâm khác (dân số năm 2001) Seregno (39.206), Desio (35.069), Limbiate (31.551), Lissone (34.450), Vimercate (25.536), Cesano Maderno (33.094) và Brugherio (31.470).

## Đô thị của tỉnh Monza và Brianza
Danh sách 55 đô thị:
| - Agrate Brianza - Aicurzio - Albiate - Arcore - Barlassina - Bellusco - Bernareggio - Besana in Brianza - Biassono - Bovisio-Masciago - Briosco - Brugherio - Burago di Molgora - Busnago | - Camparada - Caponago - Carate Brianza - Carnate - Cavenago di Brianza - Ceriano Laghetto - Cesano Maderno - Cogliate - Concorezzo - Cornate d'Adda - Correzzana - Desio - Giussano - Lazzate | - Lentate sul Seveso - Lesmo - Limbiate - Lissone - Macherio - Meda - Mezzago - Misinto - Monza - Muggiò - Nova Milanese - Ornago - Renate - Roncello | - Ronco Briantino - Seregno - Seveso - Sovico - Sulbiate - Triuggio - Usmate Velate - Varedo - Vedano al Lambro - Veduggio con Colzano - Verano Brianza - Villasanta - Vimercate |